# Jeney László

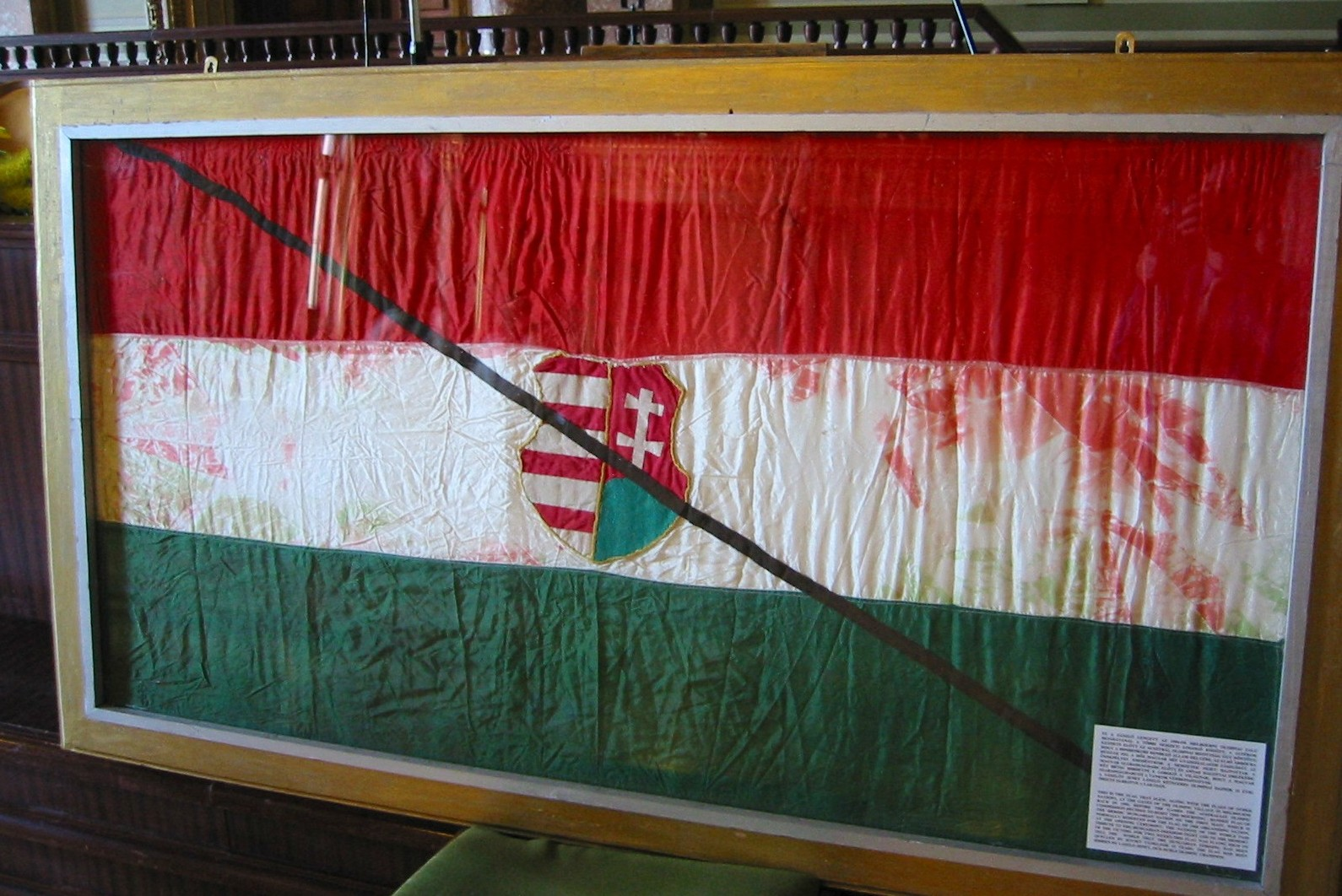
Az 1956-os zászló

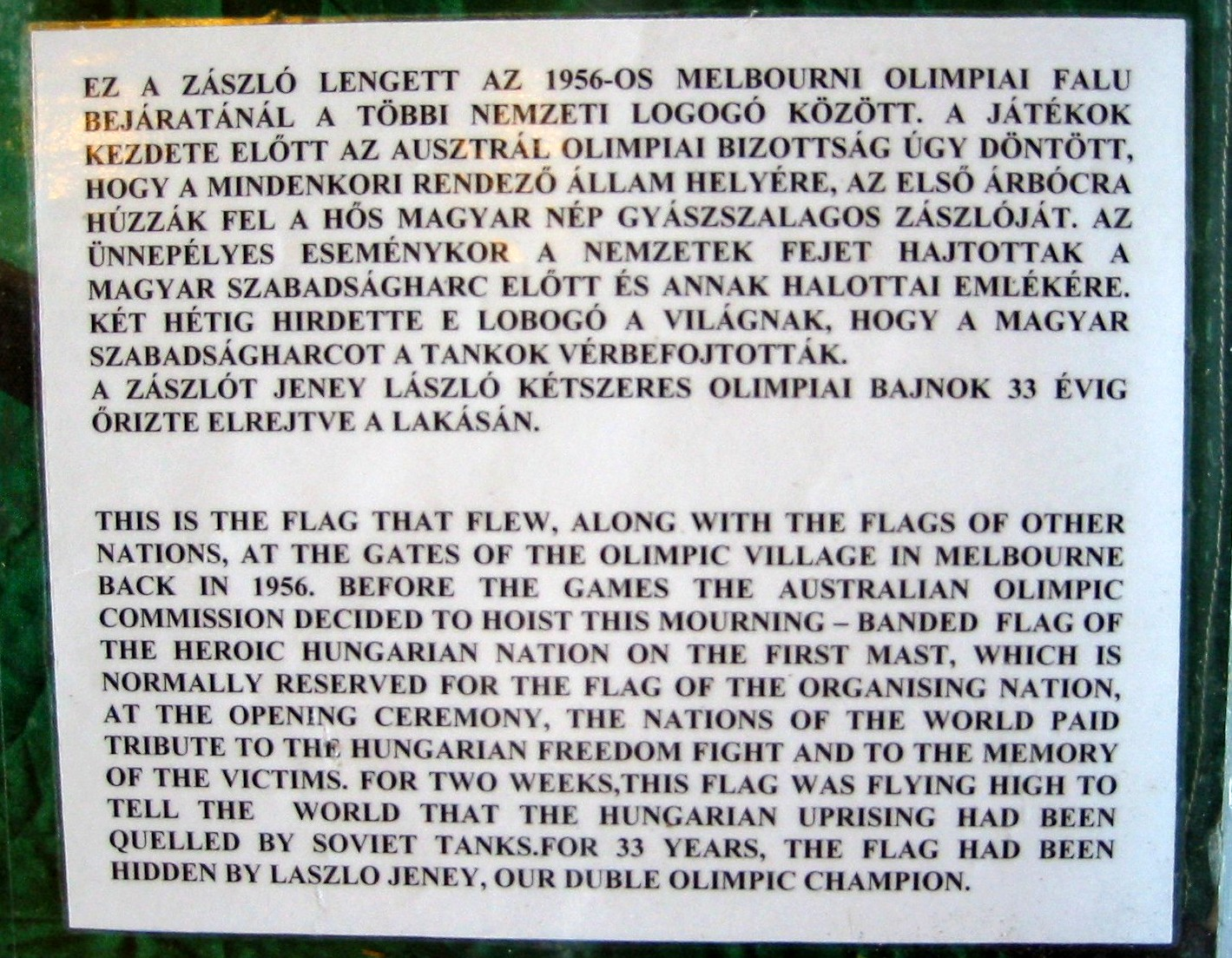
A zászlóhoz tartozó szöveg

Jeney László, néhol Jenei (Kolozsvár, 1923. május 30. – Budapest, 2006. április 24.) kétszeres olimpiai bajnok vízilabdázó.
1937-től a Magyar AC, 1945-től a Budapesti Vasas, 1956-tól a Ferencvárosi Torna Club, majd 1959-től a Budapesti Honvéd vízilabdázója, vízilabda kapusa. 1947-től hatvanöt alkalommal szerepelt a magyar válogatottban. Az 1952. évi, majd az 1956. évi nyári olimpiai játékokon is tagja volt az olimpiai bajnoki címet nyert magyar csapatnak. 1960-ban történt visszavonulása után egy budapesti étterem vezetője lett. A Vasas vízilabda-szakosztályának elnökségének tagja volt.

## Sporteredményei
- kétszeres olimpiai bajnok (1952, 1956)
- kétszeres Európa-bajnok (1954, 1958)
- Olimpiai 2. helyezett (1948)
- Olimpiai 3. helyezett (1960)
- Európa-bajnoki 4. helyezett (1947)
- főiskolai világbajnok (1951)
- háromszoros magyar bajnok (1943, 1947, 1953)
- Magyar kupa-győztes (1947)

## Díjai, elismerései
- A Magyar Népköztársaság kiváló sportolója (1951)[1]
- A Magyar Népköztársaság Érdemes Sportolója (1954)[2]
- Kemény Ferenc emlékplakett (1993)
- A Magyar Köztársasági Érdemrend középkeresztje (1996)
- Fair play életmű-díj (2004)

## Művei
- Melbourne – Miami – Margitsziget. Két olimpiai bajnok élményei; Jeney László, Kárpáti György elbeszélése nyomán szöveg Peterdi Pál; Sport, Bp., 1957